# H・E・ベイツ
ハーバート・アーネスト・ベイツ（英: Herbert Ernest Bates、1905年5月16日 - 1974年1月29日）は、イギリスの小説家。H・E・ベイツとして知られる。

## 作風
農村での悲劇を抒情的に描いた作品で知られる。

## 作品
- 『咲けよ、美しきばら』大津栄一郎 訳（音羽書房）
- 『象のなる木・死者の美』鷲巣尚・坂本幸児 訳（英宝社）
- 『ベイツ短編集』八木毅訳、八潮版・イギリスの文学－１１（八潮出版社）
- 『五月の愛らしい蕾』
- 『サイラス叔父さん』

他

## その他
ドナ・ルイスのヒット曲「I Love You Always Forever」は、ベイツの小説「Love for Lydia」からインスピレーションを受けている。